# Elymus sajanensis
Elymus sajanensis là một loài thực vật có hoa trong họ Hòa thảo. Loài này được (Nevski) Tzvelev mô tả khoa học đầu tiên năm 1972.